# Taintnops
Taintnops is een geslacht van spinnen uit de familie Caponiidae.

## Soorten
De volgende soorten zijn bij het geslacht ingedeeld:
- Taintnops goloboffi Platnick, 1994